# Giro di Romagna 1996
Il Giro di Romagna 1996, settantunesima edizione della corsa, si svolse l'8 settembre 1996 su un percorso di 207,7 km. La vittoria fu appannaggio dell'italiano Andrea Ferrigato, che completò il percorso in 5h15'00", precedendo i connazionali Michele Bartoli e Oscar Pellicioli.
Sul traguardo di Lugo 38 ciclisti, su 91 partiti dalla medesima località, portarono a termine la competizione.

## Ordine d'arrivo (Top 10)
| Pos. | Corridore            | Squadra                  | Tempo    |
| ---- | -------------------- | ------------------------ | -------- |
| 1    | Andrea Ferrigato     | Roslotto-ZG Mobili       | 5h15'00" |
| 2    | Michele Bartoli      | MG Boys Maglificio-Tech. | s.t.     |
| 3    | Oscar Pellicioli     | Carrera-Longoni Sport    | s.t.     |
| 4    | Fabrizio Settembrini | Amore & Vita-Galatron    | s.t.     |
| 5    | Alberto Elli         | MG Boys Maglificio-Tech. | a 4"     |
| 6    | Stefano Cattai       | Roslotto-ZG Mobili       | a 7"     |
| 7    | Andrea Patuelli      | Amore & Vita-Galatron    | s.t.     |
| 8    | Cristian Gasperoni   | Scrigno-Blue Storm       | s.t.     |
| 9    | Fabio Roscioli       | Refin-Mobilvetta         | s.t.     |
| 10   | Stefano Checchin     | Carrera-Longoni Sport    | s.t.     |